# Zaozërsk
Zaozërsk (anche traslitterata come Zaozyorsk, Zaozersk, Zaozjorsk) è una cittadina della Russia europea settentrionale (oblast' di Murmansk), situata nella penisola di Kola.
Zaozërsk serve parte della Flotta del Nord, e per questo motivo è stata decretata città chiusa; è stata conosciuta anche come Murmansk-150.

## Società

### Evoluzione demografica
Fonte: mojgorod.ru
- 1996: 19.300
- 2000: 14.300
- 2002: 12.687
- 2007: 13.200
- 2014: 9.860